# Sarria (Comarca)
Die Comarca Sarria ist eine der 13 Comarcas der spanischen Provinz Lugo in der Autonomen Gemeinschaft Galicien.

## Geografie
Das Gebiet der Comarca liegt südlich des Zentrums der Provinz Lugo und grenzt dort an die folgenden Comarcas innerhalb der Provinz:
| Lugo     |                                             | Os Ancares |
| Chantada | Kompassrose, die auf Nachbargemeinden zeigt |            |
|          | Terra de Lemos                              | Quiroga    |

## Gliederung
Die Comarca umfasst sieben Gemeinden (spanisch Municipios; galicisch Concellos) mit einer Fläche von 836,24 km², was 8,48 % der Fläche der Provinz Lugo und 2,83 % der Fläche Galiciens entspricht.
| Gemeinde       | Einwohner (2024) | Fläche km² | Dichte Einw./km² | Cod INE | Postleitzahl |
| -------------- | ---------------- | ---------- | ---------------- | ------- | ------------ |
| O Incio        | 1.508            | 146,09     | 10               | 27024   | 27346        |
| Láncara        | 2.500            | 121,66     | 21               | 27026   | 27367        |
| Paradela       | 1.591            | 121,12     | 13               | 27042   | 27611        |
| O Páramo       | 1.296            | 74,80      | 17               | 27043   | 27363        |
| Samos          | 1.198            | 136,77     | 9                | 27055   | 27620        |
| Sarria         | 13.459           | 184,62     | 73               | 27057   | 27600        |
| Triacastela    | 609              | 51,18      | 12               | 27062   | 27630        |
| Comarca Sarria | 22.161           | 836,24     | 27               | –       | –            |